# Axel Temataua
Axel Temataua (Tahití, 29 de agosto de 1980) es un futbolista de Polinesia Francesa que juega en la posición de delantero con el AS Manu-Ura de la Primera División de Tahití.

## Carrera

### Club
| Periodo | Club        |
| ------- | ----------- |
| 2003-   | AS Manu-Ura |

### Selección nacional
Jugó para Tahití en nueve ocasiones en 2004 tanto en la Copa de las Naciones de la OFC 2004 como en la clasificación de OFC para la Copa Mundial de Fútbol de 2006, donde anotó tres goles; anotando su primer gol internacional en su primer partido internacional en la victoria por 2-0 sobre Islas Cook el 10 de mayo de 2004.
| # | Fecha              | Sede                                        | Rival      | Marcador | Resultado | Torneo                                               |
| - | ------------------ | ------------------------------------------- | ---------- | -------- | --------- | ---------------------------------------------------- |
| 1 | 10 de mayo de 2004 | Lawson Tama Stadium, Honiara, Islas Salomón | Islas Cook | 1–0      | 2–0       | Clasificación para la Copa Mundial de Fútbol de 2006 |
| 2 | 17 de mayo de 2004 | Lawson Tama Stadium, Honiara, Islas Salomón | Tonga      | 2–0      | 2–0       | Clasificación para la Copa Mundial de Fútbol de 2006 |
| 3 | 6 de junio de 2004 | Marden Sports Complex, Adelaida, Australia  | Vanuatu    | 1–1      | 2–1       | Copa de las Naciones de la OFC 2004                  |

## Logros
- Primera División de Tahití (5): 2004, 2007, 2008, 2009
- Copa de Tahití (2): 2003, 2005
- Supercopa de Tahití (1): 2008
- Copa TOM (1): 2004